# Boda landskommun, Dalarna
För landskommunen med detta namn i Värmland, se Boda landskommun, Värmland.
Boda landskommun var en kommun i dåvarande Kopparbergs län (nu Dalarnas län).

## Administrativ historik
Kommunen bildades 1 maj 1875 genom en utbrytning ur Rättviks landskommun i vilken den senare 1963 inkorporerades i igen.
Sedan 1971 ingår detta område i Rättviks kommun.

### Kyrklig tillhörighet
I kyrkligt hänseende tillhörde kommunen Boda församling.

## Kommunvapen
Blasonering: Sköld medelst en tandskura kluven av rött, vari en tilltagande måne av guld, och guld vari en röd bila.
Vapnet antogs 1948.

## Geografi
Boda landskommun omfattade den 1 januari 1952 en areal av 224,30 km², varav 221,80 km² land.

### Tätorter i kommunen 1960
| Tätort     | Folkmängd |
| ---------- | --------- |
| Boda       | 674       |
| Gulleråsen | 436       |

Tätortsgraden i kommunen var den 1 november 1960 51,0 procent.

## Politik

### Mandatfördelning i valen 1938-1958
| 9 | 1 | 6 | 4 |

| 20 |

| 9 | 5 | 6 |

| 20 |

| 8 | 5 | 7 |

| 20 |

|  | 11 | 2 | 9 | 7 |

| 26 |

|  | 11 |  | 8 | 9 |

| 27 |

| 10 | 10 | 6 | 4 |

| 27 |